# Парфеньково
Парфеньково — деревня в Волоколамском городском округе Московской области России. Расположена примерно в 15 км к северу от центра города Волоколамска. Ближайшие населённые пункты — деревни Мусино и Шилово.

## Население
| 1852 | 1859 | 1926 | 2002 | 2006 | 2010 | 2013 |
| ---- | ---- | ---- | ---- | ---- | ---- | ---- |
| 314  | ↗356 | ↗533 | ↘8   | ↗10  | ↗15  | ↘11  |
| 2014 | 2015 | 2016 |      |      |      |      |
| →11  | ↗13  | ↘11  |      |      |      |      |

## Исторические сведения
В «Списке населённых мест» 1862 года Парфеньково — владельческая деревня 2-го стана Волоколамского уезда Московской губернии по левую сторону Клинского тракта (из Волоколамска), в 13 верстах от уездного города, при колодцах, безымянных ручьях и прудах, с 39 дворами и 356 жителями (174 мужчины, 182 женщины).
По данным на 1890 год входила в состав Яропольской волости Волоколамского уезда, число душ мужского пола составляло 173 человека.
В 1913 году — 77 дворов.
По материалам Всесоюзной переписи населения 1926 года — центр Парфеньковского сельсовета, проживало 533 жителя (260 мужчин, 273 женщины), насчитывалось 96 хозяйств, имелась школа.
С 1929 года — населённый пункт в составе Волоколамского района Московской области. До 2019 года относился к Ярополецкому сельскому поселению, до реформы 2006 года — к Ярополецкому сельскому округу.
К моменту немецкой оккупации, продолжавшейся с 30.10.1941 до 15.01.1942, было 127 домов. Деревню шесть раз поджигали приезжавшие из Яропольца фашисты, где у них в бывших усадьбах располагались штаб, казармы и склады.
Известная уроженка деревни — Антонина Павловна Кожемяко (18.05.1924 — 16.06.2019), урождённая Сальникова, заслуженный работник культуры РСФСР, почётный гражданин Волоколамского района и сельского поселения Ярополецкое, организатор Ярополецкого народного краеведческого музея.